# توكوروي
توكوروي هي بلدية في البرازيل، تتبع بارا، بلغ عدد سكانها 97٬128  نسمة، في 2010، تبلغ مساحتها 2٬086٫189 كيلومتر مربع، رمزها البريدي هو 68456-180.

## الموقع
تشترك في الحدود مع:
- بريو برانكو.